# نویل بولور-لیتون
نویل بولور-لیتون (انگلیسی: Neville Bulwer-Lytton, 3rd Earl of Lytton; ۶ فوریهٔ ۱۸۷۹ – ۹ فوریه ۱۹۵۱) افسر نظامی و بازیکن ژو دو پوم اهل بریتانیا بود.
وی همچنین برندهٔ جوایزی همچون لژیون دونور (شوالیه) شده‌است.